# Щербаков, Владимир Вячеславович
Владимир Вячеславович Щербаков (1935—2008) — советский и российский художник-живописец. Член-корреспондент РАХ (2001). Член СХ СССР (1966). Заслуженный художник РСФСР (1980). Народный художник РСФСР (1991).

## Биография
Родился 19 июля 1935 года в Москве.
С 1948 по 1955 годы обучался в Московской средней художественной школе, его учителями были такие педагоги как Я. Н. Манухин, В. И. Иванов и С. Н. Шильников. С 1955 по 1961 годы обучался в Московском художественном институте имени В. И. Сурикова, его учителями в институте были Н. П. Христолюбов и К. М. Максимов.
С 1961 по 1964 годы обучался в аспирантуре МХИ имени В. И. Сурикова у профессора В. Г. Цыплакова. С 1988 года помимо творческой деятельности В. В. Щербаков начал заниматься и педагогической работой: с 1988 по 1994 годы работал старшим преподавателем кафедры живописи в МХИ имени В. И. Сурикова.
С 1959 по 2014 годы В. В. Щербаков был постоянным участником московских, республиканских, всесоюзных, всероссийских и международных художественных выставок.
Среди основных художественных произведений В. В. Щербакова: 1951 год — «В ночном», 1958 год — «Портрет бурильщика Урванцова», 1959 год — «Вечер в Дубинине», 1961 год — «Студенты», 1963 год — «Флоксы», 1964—1965 годы — «Клятва ковпаковцев», 1971 год — «На просторах Ставрополья», 1974 год — «Летом», 1976 год — «Тихий день», 1977 год — «Хорошее утро», 1979—1980 годы — триптих «На поле Куликовом», 1982 год — «Тишина» и «Дом под вербой», 1983 год — «Тихий вечер. Волга», 1984—1985 год — «На Волге» и «Молодая мама», 1986 год — «Время туманов», 1987 год — «Мартовский вечер. Грачи» и «Сестры. Август», 1989 год — «Ужин в деревне», 1990 год — «Родные места», 1991—1992 годы — «Серебряная Волга», «Зимка. Суздаль», «Вечер на Волге. Рыбачки» и «Раздумье», 1993 год — «Жаркий вечер», 1995 год — «Радуга над Кашиным», 1996 год — «Борисоглебск» и «Есть в осени первоначальной короткая, но дивная пора», 1997 год — «Вечер на Волге. Русь», 1996 год — «Гроза надвигается», 1998 год — «На закате. Дом напротив», 2001 год — «Утро на Волге. Штиль», 2002—2003 годы — «Свежий ветер. Волга», «Лодки на Волге», «Ветрено. Волга» и «Весна», 2003 год — «Вневременье», 2005 год — «Свежий ветер».
Художественные работы В. В. Щербакова находятся в российских и зарубежных музеях и галереях, в частности в таких как: Государственная Третьяковская галерея, Государственный Русский музей и в частных собраниях ряда стран: США, Канада, Австралия и Япония
С 1966 года В. В. Щербаков является членом Союза художников СССР. С 1986 года был избран секретарём правления Союза художников РСФСР, с 2003 года — Союза художников России.
В 1980 году Указом Президиума Верховного Совета РСФСР В. В. Щербакову было присвоено почётное звание Заслуженный художник РСФСР, в 1991 году — Народный художник РСФСР.
В 2001 году В. В. Щербаков был избран член-корреспондентом Российской академии художеств по Отделению живописи.
Умер 11 февраля 2008 года в Москве.

## Награды
- Орден Дружбы (2005)

### Звания
- Народный художник РСФСР (1991 — «за большие заслуги в области искусства»)
- Заслуженный художник РСФСР (1980)

### Другие награды
- Диплом АХ СССР (1987)
- Серебряная (1997) и Золотая медаль (2004) Российской академии художеств